# Kabinet-Papandreou

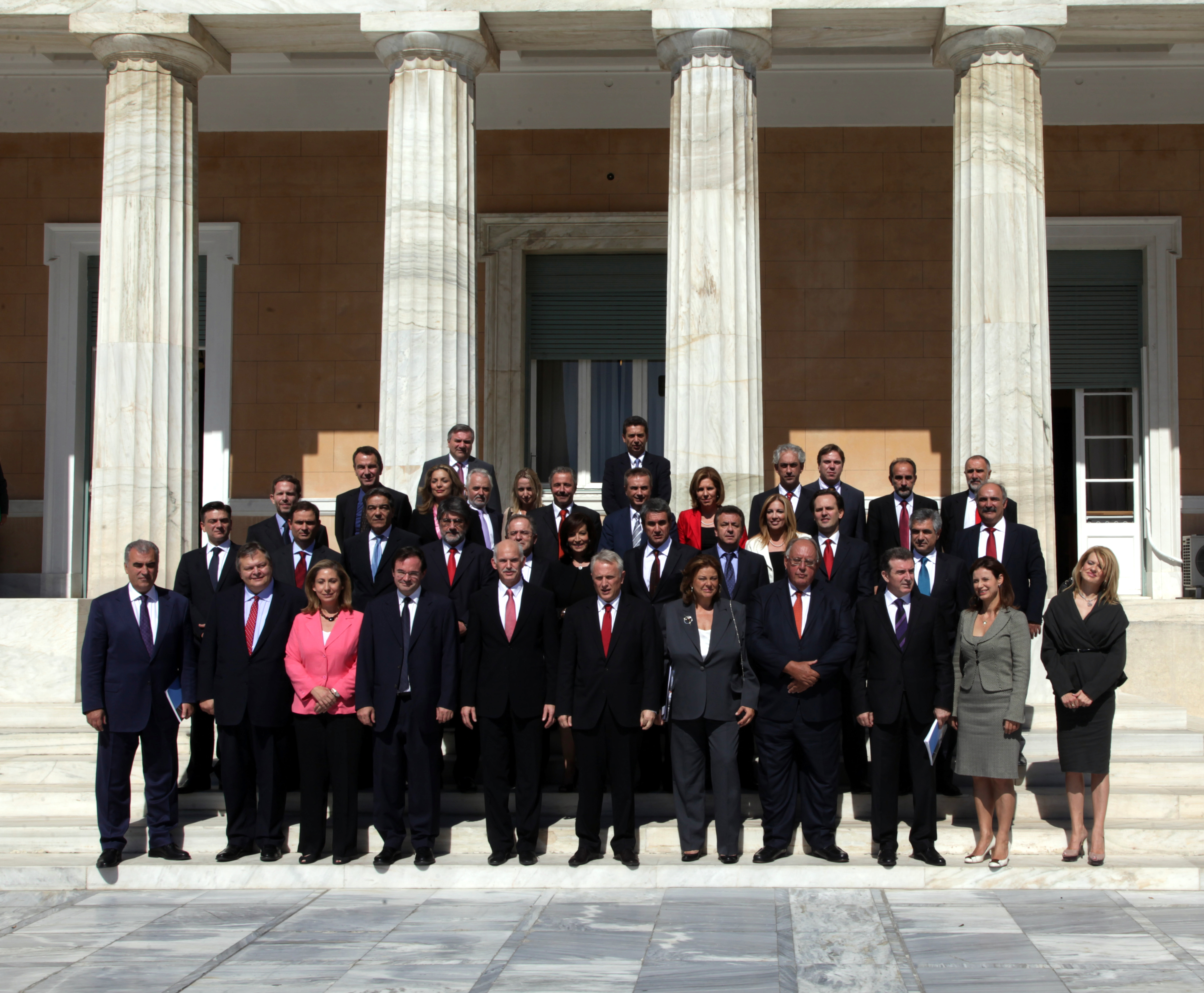
Kabinet-Papandreou

Het kabinet-Papandreou was de vorige regering van Griekenland. Na de parlementsverkiezingen van 4 oktober 2009 vormde Giorgos Papandreou jr., de leider van de PA.SO.K., een regering, die de eed aflegde op 7 oktober. In september 2010 en in juni 2011 werd de regering herschikt. Het kabinet-Papandreou werd opgevolgd door de coalitieregering-Papadimos.

## 2009
Het nieuwe kabinet telde 36 leden, 14 ministers en 22 viceministers. Dat is minder dan de vorige regering en daarmee hield Papandreou zich aan een verkiezingsbelofte. 24 leden van het nieuwe kabinet hadden nog geen regeringservaring. Er waren negen vrouwelijke leden, wat, naar Griekse normen, eerder veel is. Vijf vrouwen kwamen aan het hoofd te staan van een ministerie. Papandreou benoemde zichzelf tot Minister van Buitenlandse Zaken, een post die hij ook al had bekleed in de vorige PA.S.O.K.-regering.

### Veranderingen in de regeringsstructuur
De regering telde minder ministers en minder ministeries dan de vorige, en dus werden er verschillende wijzigingen doorgevoerd:
- Het ambt van Vicepresident van de regering werd heringevoerd. De Vicepresident werd ook belast met het coördineren van de Regeringsraad voor Buitenlandse Zaken en Defensie en het Comité voor Economie en Sociaal Beleid.

- Het Ministerie van Economie en Financiën, voorheen één ministerie, werd opgesplitst. De Minister van Economie werd ook Minister van Ontwikkeling en Minister van Koopvaardij.

- De regionale ministeries, namelijk het Ministerie van Macedonië-Thracië en het Ministerie van Egeïsche en Eilandbeleid, werden gesloten. Ter vervanging kwam er een Viceminister van Financiën, Concurrentie en Koopvaardij die zetelde in Macedonië.

- Het Ministerie voor Transport en Communicatie werd kreeg de bevoegdheid Openbare Werken, voorheen hoorde dat bij het Ministerie van Milieu en Ruimtelijke Ordening. Dat ministerie werd hervormd tot het Ministerie van Milieu, Energie en Klimaatverandering.

- De Generale Secretariaten van Openbare Orde (verantwoordelijk voor de Griekse politie en brandweer), de Burgerlijke Bescherming (vroeger een bevoegdheid van het Ministerie van Binnenlandse Zaken) en de Griekse Kustwacht (voordien een bevoegdheid van het Ministerie van Koopvaardij), werden samengevoegd tot een nieuw Ministerie van Burgerbescherming. De facto is het een hervormde heroprichting van het oude Ministerie van Openbare Orde.

- De Ministeries van Cultuur en Toerisme werden samengevoegd.

### Ministers
| Ambt                                                                       | Ambtsbekleder               | Sinds          |
| -------------------------------------------------------------------------- | --------------------------- | -------------- |
| Eerste Minister                                                            | Giorgos Papandreou jr.      | 6 oktober 2009 |
| Vicepremier                                                                | Theodoros Pangalos          | 7 oktober 2009 |
| Minister van Binnenlandse Zaken, Decentralisatie en Elektronische Overheid | Giannis Ragousis            | 7 oktober 2009 |
| Minister van Financiën                                                     | Giorgos Papakonstantinou    | 7 oktober 2009 |
| Minister van Buitenlandse Zaken                                            | Giorgos Papandreou          | 7 oktober 2009 |
| Minister van Defensie                                                      | Evangelos Venizelos         | 7 oktober 2009 |
| Minister van Ontwikkeling, Concurrentie en Scheepvaart                     | Louka Katseli               | 7 oktober 2009 |
| Minister van Milieu, Energie en Klimaatverandering                         | Tina Birbili                | 7 oktober 2009 |
| Minister van Onderwijs, Levenslang Leren en Religieuze Zaken               | Anna Diamantopoulou         | 7 oktober 2009 |
| Minister van Infrastructuur, Transport en Netwerken                        | Dimitris Reppas             | 7 oktober 2009 |
| Minister van Werk en Sociale zekerheid                                     | Andreas Loverdos            | 7 oktober 2009 |
| Minister van Gezondheiszorg en Sociale solidariteit                        | Mariliza Xenogiannakopoulou | 7 oktober 2009 |
| Minister van Plattelandsontwikkeling en Voedsel                            | Katerina Batzeli            | 7 oktober 2009 |
| Minister van Justitie, Transparantie en Mensenrechten                      | Haris Kastanidis            | 7 oktober 2009 |
| Minister van Burgerbescherming                                             | Michalis Chrisochoidis      | 7 oktober 2009 |
| Minister van Cultuur en Toerisme                                           | Pavlos Geroulanos           | 7 oktober 2009 |
| Minister van Staat (bij de Eerste Minister)                                | Haris Pamboukis             | 7 oktober 2009 |
| Afwisselend Minister van Buitenlandse Zaken                                | Dimitris Droutsas           | 7 oktober 2009 |
| Afwisselend Minister van Defensie                                          | Panos Beglitis              | 7 oktober 2009 |

## 2010
Het tweede Kabinet-Papandreou legde de eed af op 7 september 2010, nadat een grote herschikking plaatsvond. 48 excellenties behoorden tot het nieuwe kabinet, waarvan zeven afwisselende ministers, vijf meer dan de vorige regering, en 24 viceministers. De meeste kabinetsleden waren parlementsleden van de PA.S.O.K.. Het Ministerie van Maritieme Zaken, Eilanden en Visserij werd heropgericht.

### Ministers
| Ambt                                                                       | Ambtsbekleder            | Sinds            |
| -------------------------------------------------------------------------- | ------------------------ | ---------------- |
| Eerste Minister                                                            | Giorgos Papandreou jr.   | 6 oktober 2009   |
| Vicepremier                                                                | Theodoros Pangalos       | 7 oktober 2009   |
| Minister van Binnenlandse Zaken, Decentralisatie en Elektronische Overheid | Giannis Ragousis         | 7 oktober 2009   |
| Minister van Financiën                                                     | Giorgos Papakonstantinou | 7 oktober 2009   |
| Minister van Buitenlandse Zaken                                            | Dimitris Droutsas        | 7 september 2010 |
| Minister van Defensie                                                      | Evangelos Venizelos      | 7 oktober 2009   |
| Minister van Regionale Ontwikkeling en Concurrentie                        | Michalis Chrisochoidis   | 7 september 2010 |
| Minister van Milieu, Energie en Klimaatverandering                         | Tina Birbili             | 7 oktober 2009   |
| Minister van Onderwijs, Levenslang Leren en Religieuze Zaken               | Anna Diamantopoulou      | 7 oktober 2009   |
| Minister van Infrastructuur, Transport en Netwerken                        | Dimitris Reppas          | 7 oktober 2009   |
| Minister van Werk en Sociale zekerheid                                     | Louka Katseli            | 7 september 2010 |
| Minister van Gezondheiszorg en Sociale solidariteit                        | Andreas Loverdos         | 7 september 2010 |
| Minister van Plattelandsontwikkeling en Voedsel                            | Kostas Skandalidis       | 7 september 2010 |
| Minister van Justitie, Transparantie en Mensenrechten                      | Haris Kastanidis         | 7 oktober 2009   |
| Minister van Burgerbescherming                                             | Christos Papoutsis       | 7 oktober 2009   |
| Minister van Cultuur en Toerisme                                           | Pavlos Geroulanos        | 7 oktober 2009   |
| Minister van Staat (bij de Eerste Minister)                                | Haris Pamboukis          | 7 oktober 2009   |
| Viceminister van de Eerste Minister en Woordvoerder van de Regering        | George Petalotis         | 7 september 2010 |

## 2011
Eerste Minister Papandreou kondigde een herschikking van zijn kabinet aan op 15 juni 2011, te midden van de uitbraak van de Griekse schuldencrisis en de eerste protesten. Het nieuwe kabinet legde de eed af op 17 juni. Deze keer waren er 41 excellenties, zeven minder dan het vorige kabinet. Er kwam een ministerie bij, Administratieve Hervorming, wat voorheen tot het Ministerie van Binnenlandse Zaken behoorde. Het Ministerie van Maritieme Zaken, Eilanden en Visserij, opgebouwd in 2010, werd ontbonden en samengevoegd met het Ministerie van Regionale Ontwikkeling en Concurrentie.
Het nieuwe kabinet vroeg een vertrouwensstemming in het parlement op 21 juni 2011 en overleefde die met 155 stemmen voor (51,7%, de hele PA.S.O.K. –fractie), 143 (47,7%) tegen en twee (0,7%) onthoudingen.
Op 4 november 2011 overleefde Papandreou een vertrouwensstemming met 153 van de 300 stemmen. Op 6 november kwamen Papandreou, Antonis Samaras en Georgios Karatzaferis overeen een overgangsregering met PASOK, Nea Dimokratia en de Orthodox-Griekse Volkspartij (LAOS) te vormen. Op 11 november 2011 werd het Kabinet-Papadimos gevormd.

### Ministers
| Ambt                                                         | Ambtsbekleder            | Sinds            |
| ------------------------------------------------------------ | ------------------------ | ---------------- |
| Eerste Minister                                              | Giorgos Papandreou jr.   | 6 oktober 2009   |
| Vicepremier                                                  | Theodoros Pangalos       | 7 oktober 2009   |
| Vicepremier en Minister van Financiën                        | Evangelos Venizelos      | 17 juni 2011     |
| Minister van Binnenlandse Zaken                              | Haris Kastanidis         | 17 juni 2011     |
| Minister van Administratieve Hervorming en e-Bestuur         | Dimitris Reppas          | 17 juni 2011     |
| Minister van Buitenlandse Zaken                              | Stavros Lambrinidis      | 17 juni 2011     |
| Minister van Defensie                                        | Panos Beglitis           | 17 juni 2011     |
| Minister van Ontwikkeling en Concurrentie en Zeevaart        | Michalis Chrisochoidis   | 7 september 2009 |
| Minister van Milieu, Energie en Klimaatverandering           | Giorgos Papakonstantinou | 17 juni 2011     |
| Minister van Onderwijs, Levenslang Leren en Religieuze Zaken | Anna Diamantopoulou      | 7 oktober 2009   |
| Minister van Infrastructuur, Transport en Netwerken          | Giannis Ragousis         | 17 juni 2011     |
| Minister van Werk en Sociale zekerheid                       | Giorgos Koutroumanis     | 17 juni 2011     |
| Minister van Gezondheiszorg en Sociale solidariteit          | Andreas Loverdos         | 7 september 2009 |
| Minister van Plattelandsontwikkeling en Voedsel              | Kostas Skandalidis       | 7 september 2009 |
| Minister van Justitie, Transparantie en Mensenrechten        | Miltiadis Papaioannou    | 17 juni 2011     |
| Minister van Burgerbescherming                               | Christos Papoutsis       | 7 oktober 2009   |
| Minister van Cultuur en Toerisme                             | Pavlos Geroulanos        | 7 oktober 2009   |
| Minister van Staat en Woordvoerder van de Regering           | Elias Mossialos          | 17 juni 2011     |

Papandrou kondigde ook de vorming van een Regeringscomité aan, bestaande uit de ministers van de belangrijkste ministeries:
- Dimitris Reppas
- Haris Kastanidis
- Evangelos Venizelos
- Michalis Chrysohoidis
- Giorgos Papakonstantinou
- Anna Diamantopoulou
- Giannis Ragousis
- Andreas Loverdos
- Kostas Skandalidis
- Christos Papoutsis